# Szabeni

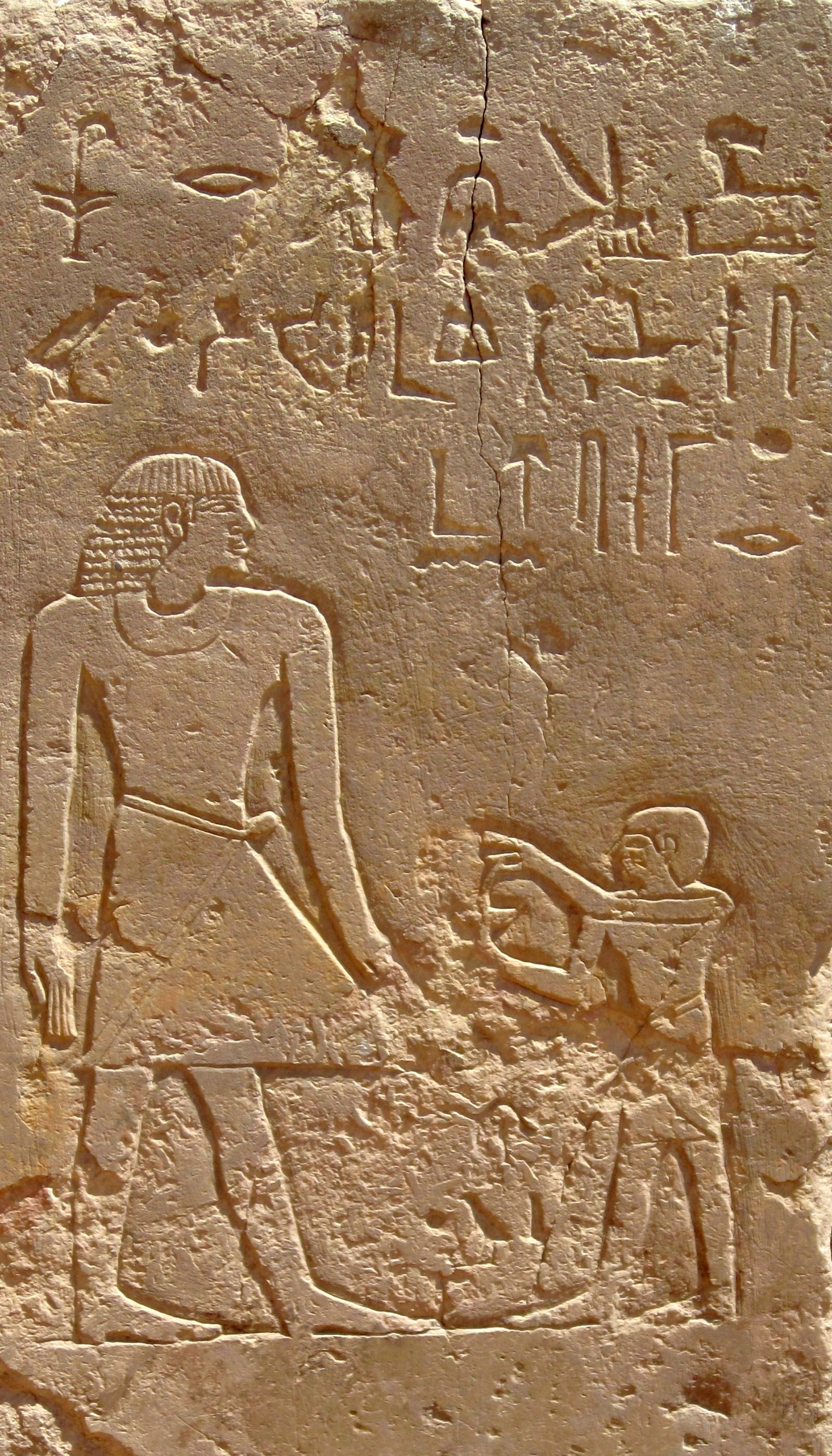
Szabeni alakja sírja bejáratánál

Szabeni ókori egyiptomi hivatalnok volt a VI. dinasztia idején, II. Pepi uralkodása alatt; több núbiai expedíció vezetője. Főleg sziklasírjából ismert, amely Kubbet el-Hawában épült, Asszuán mellett.
A sír két részből áll: a felszínen díszes kápolna épült az elhunyt halotti kultusza számára, a föld alatt pedig öt akna található, kamrákkal, melybe Szabenit és családja tagjait temették. A sír homlokzatán hosszú életrajzi felirat számol be Szabeni núbiai expedícióiról, többek közt arról, hogy elment hazahozni apja, Mehu testét, aki egy korábbi expedíció során Núbiában halt meg. A felirat mára nagyrészt elpusztult. A bejárat mögött tizennégy oszlopos, nagy csarnok nyílik, melyet a sziklába vájtak. Ennek hátuljában található az álajtó. A falakon és oszlopokon a faragott képek Szabenit, családját és a halotti kultusz papjait ábrázolják; egy nagyobb képen Szabeni és apja, Mehu a mocsárban vadászik. Mehut szintén idetemették, a két sírt egymás mellé faragták a sziklába, halotti kultuszuk kápolnáinak fontosabb helyiségei közösek. Szabeni felesége, Szetka a „királyi ékszer” címet viselte; egy fiuk, Antef és egy lányuk, Iteti ismert.
Szabeni számos fontos címet viselt: nemesember, királyi pecséthordozó, Felső-Egyiptom felügyelője, egyetlen barát, az idegen földek felügyelője, felolvasópap.
Szabeni neve egy Elephantinéban talált levélben is fennmaradt, ebben lopással vádolják.

## Fordítás
- Ez a szócikk részben vagy egészben  a   Sabni című angol Wikipédia-szócikk ezen változatának fordításán alapul.  Az eredeti cikk szerkesztőit annak laptörténete sorolja fel. Ez a jelzés csupán a megfogalmazás eredetét és a szerzői jogokat jelzi, nem szolgál a cikkben szereplő információk forrásmegjelöléseként.